# Ringkøbing
Ringkøbing es una ciudad de mercado (købstad) de Dinamarca en la costa oeste de la península de Jutlandia. Es la capital del municipio de Ringkøbing-Skjern, del que además es la mayor localidad, con 5.214 habitantes en 2023. Pertenece a la región administrativa de Jutlandia Central.
La ciudad está ubicada en el noreste del fiordo de Ringkøbing, un gran cuerpo de agua separado del Mar del Norte por una estrecha lengua de tierra.

## Historia
Ringkøbing se asienta en lo que fue el antiguo pueblo de Rindum, cuya iglesia del siglo XII aún pervive. Originalmente Rindum habría sido un pueblo de pescadores y campesinos. La carta de privilegios de ciudad más antigua que se conserva en Ringkøbing data de 1453, pero es posiblemente una ratificación de una carta más antigua de la era de los Valdemares (siglos XII-XIII), pues su nombre ya aparece en 1325 como Rennumkøpingh, que significa "lugar comercial en Rindum", donde køping denota un estatus de ciudad. 
Con el cierre de la comunicación del Limfjord con el mar del Norte hacia el siglo XII, Ringkøbing adquirió importancia al convertirse en uno de los pocos puertos daneses occidentales y servir de puerto de salida para las mercancías de ciudades como Holstebro, Lemvig y Viborg, entre otras que hasta entonces dependían del Limfjord. Pese a ello, la ciudad no experimentó un crecimiento considerable. En el siglo XVI Ringkøbing exportaba gran cantidad de cereales y ganado vacuno de sus campos, pero el comercio se estropeó durante los siglos XVII y XVIII a causa de las guerras, la cada vez más difícil navegación en el fiordo —que presentaba una constante acumulación de arena en sus desembocaduras—, y la competencia del puerto de Ribe.
En 1794, cuando Ringkøbing se convirtió en capital de la provincia homónima, contaba con apenas 500 habitantes aproximadamente, con lo que fue la capital de provincia más pequeña. En 1825 su puerto perdió aún más importancia cuando el Limfjord se volvió a abrir hacia el occidente, de modo que las ciudades ribereñas de éste pudieron salir directamente al Mar del Norte. Hacia 1830 se establecieron algunas industrias. En 1875 la línea de ferrocarril de Jutlandia Occidental (Den vestjyske længdebane) entre Esbjerg y Struer construyó una estación en Ringkøbing. Al mismo tiempo, Ringkøbing dejó de tener prácticamente importancia portuaria con la fundación en 1868 de Esbjerg, ciudad destinada a ser el puerto de exportación por excelencia en el occidente del país. Con el ferrocarril se desarrollaron de cierta manera la industria y la economía en la segunda mitad del siglo XIX y la primera del XX, a la vez que la ciudad se mantenía gracias a su estatus de capital provincial. En 1904 se mejoraron las instalaciones portuarias y en 1932 se reguló la entrada al fiordo en Hvide Sande.
La segunda mitad del siglo XX fue una época de crecimiento, pues el turismo se incrementó sensiblemente en Ringkøbing y sus alrededores, con lo que desarrolló el comercio y los servicios. A finales del siglo hubo un repunte de la industria, pues varias empresas se establecieron en la ciudad. La reforma territorial de 2007 abolió la provincia de Ringkjøbing, pero la ciudad mantuvo su importancia administrativa al ser elegida capital del nuevo y grande municipio de Ringkøbing-Skjern.